# Arche de Balbi
Pour les articles homonymes, voir Balbi.
L'arche de Balbi est une arche située dans le centre-ville de Rovinj en Istrie.

## Historique
Cette arche, une des sept portes de la ville, est de style baroque construite en 1680. Elle est ornée « d'une tête de Turc surmontée d'un lion vénitien, souvenirs des dominations ottomane et vénitienne. »